# La Carmen
La Carmen és una pel·lícula espanyola escrita i dirigida per Julio Diamante Stihl, amb un guió basat en la Carmen de Prosper Merimée però ambientat en el flamenc, cosa que aprofita per incloure actuacions d'Enrique Morente, El Agujetas, Enrique de Melchor o Pepe de Lucía.

## Sinopsi
La Carmen és una balladora que realitza espectacles de carpe i teatre. Estant a Còrdova coneix l'exseminarista José, que hi fa el servei militar. Per ella és capaç de robar, i per això és empresonat. Tanmateix s'escapa i torna al seu costat. Aleshores descobreix que ella ha tornat amb un antic amant, El Morao, cosa que acabarà en tragèdia.

## Repartiment
- Julián Mateos	...	José
- Sara Lezana	...	Carmen
- Rafael de Córdoba...	El Mora
- Enrique Giménez 'El Cojo'	...	Oncle de Carmen
- Enrique Morente	...	Cantaor
- El Agujetas
- Martín Jíménez 'El Bizco'
- Enrique de Melchor
- Pepe de Lucía
- José Nieto	...	Cap de Carmen
- Erasmo Pascual...	Rafael
- Yelena Samarina...	Estrangera ligona
- Carlos Mendy 	...	Sr. Jiménez
- Xan das Bolas	...	Pare de José

## Premi
Premis del Sindicat Nacional de l'Espectacle de 1975: Premi al millor actor secundari per Carlos Mendy